# R2-D2
R2-D2 (Р2-Д2, інакше Artoo-Deetoo, Ар-Два-Ді-Два або Ер-два-де-два, коротко — R2, Artoo, Ар-два або Ер-два) — астромеханічний дроїд у вигаданому всесвіті «Зоряних війн», створений незадовго до 32 ДБЯ. R2-D2 був зіграний Кенні Бейкером у всіх шести фільмах «Зоряних воєн», а також у багатьох епізодах використовувалася механічна або змодельована на комп'ютері модель. R2 — один з небагатьох персонажів (попри те, що він неживий, дроїд), який з'являвся у всіх шести фільмах «Зоряних воєн» без змін у зовнішньому вигляді й манери розмови. R2 має безліч інструментальних пристосувань, що дозволяють йому бути механіком космічних кораблів і фахівцем по взаємодії з комп'ютерами. Розумний, відважний дроїд, який протягом усього свого життя служив багатьом власникам, R2-D2 ніколи не очищали пам’ять і не завантажували нових програм, і ці фактори сприяли його авантюрному та незалежному ставленню. Часто потрапляючи в ключові моменти галактичної історії, його хоробрість і винахідливість неодноразово рятували галактику.
R2 висотою 92 см, бочкоподібної форми з обертовим куполом, на якому міститься єдине око. Він має три підпори з колесами, що дозволяє йому пересуватися. На відміну від його приятеля, протокольного дроїда C-3PO (Сі Тріпіо), R2-D2 не розмовляє, а спілкується через послідовності писків, свистків і трелей, які Сі Тріпіо може перекладати. Схоже на те, що його господарі також розуміють, що він хоче сказати. Також, бувши під'єднаним до винищувача, R2-D2 може спілкуватися з пілотом, друкуючи свої репліки на моніторі.

## R2-D2— герой дня
Щонайменше по одному разу в кожному фільмі R2 використовує свої здібності дроїда, щоб врятувати життя своїм друзям-людям.
- Епізод 1: У своїй першій сцені у фільмі R2 відновлює захисне поле на кораблі Королеви Амідали та її супутників, допомагаючи їм полетіти з Набу.
- Епізод 2: Зупиняє конвеєр на фабриці, цим самим рятуючи Падме від загибелі під потоком розплавленого металу.
- Епізод 3: Допомагає Енакіну і Обі-Вану піднятися на ліфті на кораблі Грівуса.
- Епізод 4: Зупиняє сміттєподрібнювач Зірки Смерті, рятуючи Люка, Лею, Гана Соло і Чубакку.
- Епізод 5: Вмикає гіпердвигун Тисячолітнього Сокола, дозволяючи Люку, Леї і Чубаці втекти від Імперського флоту.
- Епізод 6: Ховає світловий меч Люка всередині себе і потім передає його Люку, даючи йому змогу врятувати Лею і Хана від Джабби Гатта.

1. ↑  Mangels A. Star Wars: The Essential Guide to Characters — 1 — Ballantine Books, 1995. — P. 17. — ISBN 0-345-39535-2